# Citalopram

Strukturformler. Den övre S-enantiomeren, den undre R-enantiomeren.

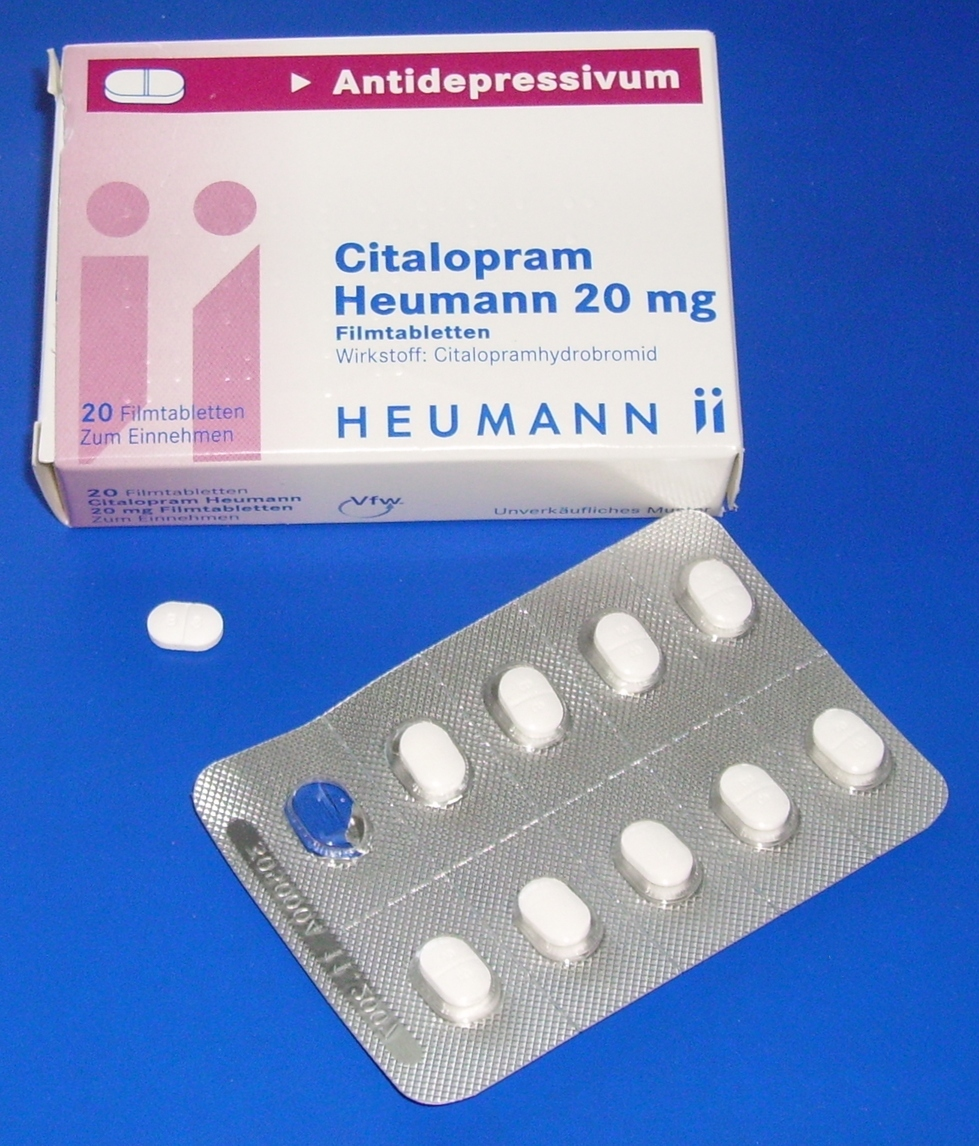
Citalopramtabletter.

Citalopram, 1-(3-dimetylaminopropyl)-1-(4-fluorfenyl)-1,3-dihydroisobensofuran-5-karbonitril, är ett antidepressivt läkemedel av typen SSRI. Det marknadsförs bland annat som Cipramil och Celexa, och finns även i generisk form.
Citalopram lanserades av det danska läkemedelsföretaget Lundbeck under varunamnet Cipramil. Preparatet godkändes för akut bruk i Sverige hösten 1992, efter att Lundbeck två gånger tidigare fått bakläxa avseende dokumentation rörande effekt och biverkningar. Först 1999 godkändes Cipramil för användning under längre tidsperioder än sex månader.
Medicinen är receptbelagd.

## Användning
Läkemedlet används främst vid:
- Egentlig depression med melankoli
- Djupa eller långvariga egentliga depressioner utan melankoli
- Paniksyndrom med eller utan agorafobi
- Tvångssyndrom (OCD)
- Profylax mot återfall eller nya episoder med depression
- PMDS (premenstruell dysforisk störning, svår PMS)

## Eventuella biverkningar
Till citaloprams vanligaste biverkningar hör viktförändring (ned-/uppgång av kroppsvikt), förvärrad depression (speciellt vanligt vid insättning av preparatet), sömnsvårigheter (insomningsbesvär, uppvaknanden under natten), lättare muntorrhet, svettningar, rodnader på huden, skakningar/darrningar, illamående, samt förlorad sexlust och utebliven orgasm hos kvinnor och problem med sädesuttömning hos män.
I svårare fall kan citalopram – liksom övriga antidepressiva mediciner – utlösa hypomaniska, maniska eller psykotiska tillstånd. Schizofreni kan till exempel förvärras.
I likhet med andra psykofarmaka rekommenderas inte samtidigt intag av alkohol.

## Övrigt
Cipramil säljs i dag i mer än sjuttio länder. Försäljningen har femtonfaldigat företagets omsättning, men sedan patentet på Citalopram löpte ut år 2002 marknadsförs i dag istället uppföljaren Cipralex. Cipralex är varunamnet för substansen escitalopram (eller S-citalopram), som är den aktiva beståndsdelen i citalopram. Den inaktiva beståndsdelen är S-citaloprams spegelbild och kallas R-citalopram. Genom att patentskydda renframställt S-citalopram har Lundbeck kunnat förnya Cipramil-patentet. Man har dock inte lyckats övertyga Läkemedelsverket om att Cipralex skulle vara bättre än Cipramil om man använder motsvarande dosering (10 mg escitalopram har generellt sett precis samma effekt som 20 mg citalopram).
Sedan början av 2000-talet är inte längre citalopram det mest sålda SSRI-preparatet utan har ersatts av sertralin, som år 2004 var det mest sålda läkemedlet i Sverige i pengar räknat.
Rekommenderad startdos för vuxna är 20 mg per dag. De flesta behöver 30–40 mg för att varaktigt bli bättre. I Sverige rekommenderas numera 40 mg som maxdos (på grund av risken för QT-tidsförlängning), men studier har även gjorts på 80 mg. På grund av en mer långsam nedbrytning i kroppen rekommenderas halv dos till äldre.